# 大日本帝国憲法第49条
大日本帝国憲法第49条（だいにほん/だいにっぽん ていこくけんぽう だい49じょう）は、大日本帝国憲法第3章にある、帝国議会の役割についての規定である。

## 現代風の表記
両議院は、各々、天皇に上奏することができる。